# 成允模
成 允模（ソン・ユンモ、1963年6月27日 - ）は、大韓民国の元公務員、行政官。政治家。

## 経歴
ソウル大学大田大学経済学部卒業。アメリカ合衆国ミズーリ大学に留学して経済学の博士号を取得。
帰国後は、商工部に入省。国家調整室経済調整室長、特許庁長官を務めた後、2018年8月に文在寅政権下の産業通商資源部長官（日本の大臣に相当）に就任。

## 産業通商資源部長官として
2019年1月12日、UAEを訪問。バラカ原子力発電所の長期整備契約に関する協議を行った。
2019年3月、出席した経済フォーラムにて、日本とのFTAを原則行うべきと表明。また環太平洋パートナーシップ協定にも関心を見せた。
2019年7月、日本が韓国に対して行った半導体材料の輸出規制強化については、遺憾を表すとともに世界貿易機関への提訴など対応措置を取ることを表明するとともに、日本側に対して事務レベル会合開催への調整を行ったが、日本側は協議に応じなかった。同年8月2日、キャッチオール規制の手続き簡略化の優遇措置を受けられる対象国から韓国を除外する政令改正を閣議決定すると、韓国政府も同年8月12日、同様に優遇措置の対象国から日本を除外する制度改正案を発表。成允模は、記者会見で制度改正の理由を「国際的な輸出管理体制の原則に背いて制度を運用したり、不適切な運用事例が繰り返し発生したりする国とは緊密な協力が難しい」と述べ、日本への対抗措置であることを実質認めた。